# ملعب خوسيه ديلا جيوفانا
ملعب خوسيه ديلا جيوفانا (بالإنجليزية: Estadio José Dellagiovanna)‏ هو ملعب كرة قدم يقع في فيكتوريا، بوينس آيرس، الأرجنتين، يتسع لـ 32,100 متفرج.

## التاريخ
افتتح الملعب في 30 سبتمبر 1936.